# 彭卫
彭卫（1959年2月—），陕西泾阳人，汉族，中国社会科学院古代史研究所研究员、学部委员。1984年毕业于西北大学历史系，获硕士学位。